# Уилям Смит (мореплавател)
Уилям Смит (на английски: William Smith) е английски мореплавател и пътешественик-изследовател.

## Експедиции (1819 – 1831)
През 1819 г. Смит извършва търговско плаване на кораба „Уилямс“ от Валпарайсо до Буенос Айрес и при преминаването покрай нос Хорн в търсене на благоприятни западни ветрове, се отклонява далеч на юг и на 19 февруари 1819 открива Южните Шетлъндски о-ви (3687 км2). Мореплавателят се натъква на нос Уилямс, североизточния край на остров Ливингстън, първата земя южно от паралела 60º ю.ш. открита от човека.
При следващото си плаване на 14 октомври същата година Смит слиза на остров Кинг Джордж (Ватерлоо) и го обявява за английско владение. През 1819 – 1820 на същия кораб участва като щурман в експедицията на Едуард Брансфайълд. През лятото (декември-март) на 1820 – 1821 отново плава около Южните Шетлъндски о-ви.
През 1830 – 1831 участва в експедицията на Джон Биско.

## Памет
Неговото име носят:
- нос Смит (62°52′ ю. ш. 62°18′ з. д. / 62.866667° ю. ш. 62.3° з. д.), на североизточния бряг на остров Смит, в Южните Шетлъндски о-ви;
- остров Смит (Бородино, 62°59′ ю. ш. 62°31′ з. д. / 62.983333° ю. ш. 62.516667° з. д.), най-западния остров в Южните Шетлъндски о-ви.